# スロウカーブ
株式会社スロウカーブ（英: Slow Curve Co., LTD.）は、日本のアニメやゲーム、音楽などエンタテインメントコンテンツの企画プロデュースおよび宣伝プロデュース・グッズ制作会社。また主にアニメやゲーム作品のライセンス管理やコンサルティング業も行う。

## 概要
上條誠を代表として設立し、後にGONZO等のアニメーション会社でプロデューサーを務めた尾畑聡明が共同代表として参加。
設立当初より音楽プロデュースや、『PSYCHO-PASS サイコパス』『ちはやふる』『ウマ娘プリティーダービー』『ゆるキャン△』などTV/劇場アニメ作品の宣伝プロデュース、グッズ制作を主な事業としているが、2019年以降はTVアニメ『Revisions リヴィジョンズ』『LISTENERS』やアニメ映画『HUMAN LOST 人間失格』などオリジナルアニメ作品の原作開発・プロデュース・製作も行っている。
所属するスタッフにはプロデューサー/脚本家の橋本太知、宣伝プロデューサーの前川亮などがいる。
2021年9月23日、スロウカーブはフジテレビとクランチロールとの3社でフジテレビの深夜アニメ枠である『+Ultra』を共同制作することを発表した。

## 主な作品

### テレビアニメ
| 放送年 | タイトル                                         | アニメーション制作               | 備考                           |
| ------ | ------------------------------------------------ | -------------------------------- | ------------------------------ |
| 2018年 | ニル・アドミラリの天秤                           | ゼロジー                         | 宣伝プロデュース               |
| 2018年 | BEATLESS                                         | ディオメディア                   | 宣伝プロデュース               |
| 2018年 | ゆるキャン△                                      | C-Station                        | 宣伝プロデュース               |
| 2018年 | からかい上手の高木さん                           | シンエイ動画                     | 宣伝プロデュース               |
| 2018年 | ウマ娘プリティーダービー                         | ピーエーワークス                 | 宣伝プロデュース               |
| 2018年 | アンゴルモア 元寇合戦記                          | NAZ                              | 宣伝プロデュース               |
| 2018年 | バキ                                             | トムス・エンタテインメント       | 宣伝プロデュース               |
| 2018年 | ユリシーズ ジャンヌ・ダルクと錬金の騎士          | AXsiZ                            | 宣伝プロデュース               |
| 2019年 | Revisions リヴィジョンズ                         | 白組                             | 原作・企画・プロデュース・宣伝 |
| 2019年 | INGRESS THE ANIMATION                            | CRAFTAR                          | 宣伝プロデュース               |
| 2019年 | ちはやふる３                                     | マッドハウス                     | 宣伝プロデュース               |
| 2019年 | アズールレーン                                   | バイブリーアニメーションスタジオ | 宣伝プロデュース               |
| 2019年 | 炎炎ノ消防隊                                     | david production                 | 宣伝プロデュース               |
| 2019年 | 警視庁 特務部 特殊凶悪犯対策室 第七課 -トクナナ- | アニマ＆カンパニー               | 宣伝プロデュース               |
| 2019年 | 戦×恋（ヴァルラヴ）                              | フッズエンタテインメント         | 宣伝プロデュース               |
| 2019年 | からかい上手の高木さん２                         | シンエイ動画                     | 宣伝プロデュース               |
| 2019年 | 賢者の孫                                         | SILVER LINK.                     | 宣伝プロデュース               |
| 2019年 | 同居人はひざ、時々、頭のうえ。                   | ゼロジー                         | 宣伝プロデュース               |
| 2019年 | Fairy gone フェアリーゴーン                      | ピーエーワークス                 | 宣伝プロデュース               |
| 2020年 | へやキャン△                                      | C-Station                        | 宣伝プロデュース               |
| 2020年 | ドロヘドロ                                       | MAPPA                            | 宣伝プロデュース               |
| 2020年 | 空挺ドラゴンズ                                   | ポリゴン・ピクチュアズ           | 宣伝プロデュース               |
| 2020年 | LISTENERS リスナーズ                             | MAPPA                            | 原作・企画・プロデュース・宣伝 |
| 2020年 | GREAT PRETENDER                                  | WIT STUDIO                       | 宣伝プロデュース               |
| 2020年 | バキ                                             | トムス・エンタテインメント       | 宣伝プロデュース               |
| 2020年 | ムヒョとロージーの魔法律相談事務所（第2期）      | スタジオディーン                 | 宣伝プロデュース               |
| 2021年 | ゆるキャン△ SEASON2                              | C-Station                        | 宣伝プロデュース               |
| 2021年 | NIGHT HEAD 2041                                  | 白組                             | 企画・プロデュース             |
| 2022年 | エスタブライフ グレイトエスケープ                | ポリゴン・ピクチュアズ           | 企画・プロデュース             |
| 2025年 | 最強の王様、二度目の人生は何をする?              | studio A-CAT                     | プロデュース                   |

### 劇場アニメ
| 公開年 | タイトル                                         | アニメーション制作                                                        | 備考                           |
| ------ | ------------------------------------------------ | ------------------------------------------------------------------------- | ------------------------------ |
| 2018年 | 映画『PEACE MAKER 鐡』前編・後編                 | WHITE FOX                                                                 | 宣伝プロデュース               |
| 2018年 | 映画『薄墨桜 ー GARO ー（牙狼）』                | スタジオヴォルン                                                          | 宣伝プロデュース               |
| 2019年 | フリクリ オルタナ・プログレ                      | Production I.G NUT（オルタナ） REVOROOT（オルタナ） SIGNAL.MD（プログレ） | 宣伝プロデュース               |
| 2019年 | 劇場版 トリニティセブン -天空図書館と真紅の魔王- | Seven Arcs                                                                | 宣伝プロデュース               |
| 2019年 | HUMAN LOST 人間失格                              | ポリゴン・ピクチュアズ                                                    | 原作・企画・プロデュース・宣伝 |
| 2024年 | BLOODY ESCAPE -地獄の逃走劇-                     | ポリゴン・ピクチュアズ                                                    | 企画・プロデュース             |